# Joey Richter
Joseph Michael „Joey“ Richter (* 31. července 1989, Kalifornie, Spojené státy americké) je americký herec, zpěvák a internetová osobnost.

## Team StarKid
Hrál roli Rona Weasleyho v fan-parodických muzikálech A Very Potter Musical (2009) a A Very Potter Sequel (2010), který vytvořil divadelní kroužek michiganské univerzity, Team StarKid. Měl hlavní role ve dvou dalších původních hrách od StarKidu: fiktivní verzi sama sebe v muzikálu Me and My Dick (2009) a roli Brouka ve Starship (2011). V roce 2011 absolvoval na michiganské univerzitě. Také se zúčastnil Space turné spolu s některými svými kolegy ze StarKid.

## Další projekty
Kromě projektů s Teamem StarKid se také objevil v internetovém seriálu na YouTube, spolu se svým kolegou ze StarKidu Joem Walkerem, nazvaném Tasty Tests, kde propagují limonádu Red Vines. Také se objevil v nezávislém filmu nazvaném Camp Chapel. Jeho hlas se objeví v animovaném filmu Khumba a získal vedlejší roli do seriálu Jessie, vysílaném na Disney Channel. První epizoda, ve které se objevil se jmenovala „Badfellas“ a vysílala se 27. dubna 2012. Původně se ucházel o hlavní roli a neuspěl, ale režisérova dcera byla fanynkou StarKidu a Richter nakonec získal roli důstojníka Peteyho.

## Filmografie

### Divadlo
| Rok    | Název                     | Role               | Poznámky                                                          |
| ------ | ------------------------- | ------------------ | ----------------------------------------------------------------- |
| 2009   | A Very Potter Musical     | Ron Weasley        | Jedna z hlavních rolí Team StarKid, Michiganská univerzita        |
| 2009   | Me and My Dick            | Joey Richter       | Hlavní role Team StarKid, Michiganská univerzita                  |
| 2010   | A Very Potter Sequel      | Ron Weasley        | Jedna z hlavních rolí Team StarKid, Michiganská univerzita        |
| 2011   | Starship                  | Brouk              | Hlavní role Team StarKid, Hoover-Leppen Theater, Chicago          |
| 2012   | A Very Potter Senior Year | Ron Weasley        | Hlavní role Team StarKid, Hotel Hilton, Chicago                   |
| 2014   | The Trail to Oregon!      | McDoon, každý jiný | Hlavní role Team StarKid, Stage 773, Chicago                      |
| \|2016 | Spies Are Forever         | Owen Carvour       | Hlavní role, také autor a producent Tin Can Brothers, Los Angeles |
| \|2016 | Firebringer               | Grunt              | Hlavní role Team StarKid, Stage 773, Chicago                      |

### Televize
| Rok     | Název             | Role                           | Poznámky                            |
| ------- | ----------------- | ------------------------------ | ----------------------------------- |
| 2012-15 | Jessie            | Petey                          | vedlejší role                       |
| 2013    | Glee              | sborista skupiny Adam's Apples | Cameo, epizoda: „Sadie Hawkins“     |
| 2014    | Legenda Korry     | Hong Li                        | Cameo, epizoda: „The Terror Within“ |
| 2015    | Henry Nebezpečný  | Time Jerker                    | 2 epizody                           |
| 2015    | Genie in a Bikini | Matt                           | hlavní role, TV pilot               |

### Film
| Rok  | Název       | Role        | Poznámky                 |
| ---- | ----------- | ----------- | ------------------------ |
| 2010 | Camp Chapel | Alex Wilcot | Krátký film, hlavní role |
| 2012 | Khumba      | Themba      | Hlas                     |

### Internet
| Rok       | Název               | Role          | Poznámky    |
| --------- | ------------------- | ------------- | ----------- |
| 2011-2012 | Tasty Tests         | Sám sebe      | Hlavní role |
| 2013      | School of Thrones   | Theon Greyjoy |             |
| 2014      | I Ship It           | Peter         |             |
| 2015      | Muzzled the Musical | Krampus       |             |